# Vielle-Adour
Vielle-Adour é uma comuna francesa na região administrativa de Occitânia, no departamento dos Altos Pirenéus. Estende-se por uma área de 5,82 km². Em 2010 a comuna tinha 520 habitantes (densidade: 89,3 hab./km²).